# Cape Archer
Cape Archer är en udde i Antarktis. Den ligger i Östantarktis. Nya Zeeland gör anspråk på området.
Terrängen inåt land är platt åt nordost, men åt nordväst är den kuperad. Havet är nära Cape Archer åt sydost. Trakten är obefolkad. Det finns inga samhällen i närheten.